# Port lotniczy Rosita
Port lotniczy Rosita (ang. Rosita Airport) (IATA: RFS, ICAO: MNRT) – port lotniczy zlokalizowany w Rosita, w Nikaragui.

## Linie lotnicze i połączenia
- La Costeña (Bonanza, Puerto Cabezas)